# Filippo Scaglia
Filippo Scaglia (Torino, 31 gennaio 1992) è un calciatore italiano, difensore della Juventus Next Gen.

## Carriera
Cresce nel settore giovanile del Torino, che nell'estate del 2011 lo cede in prestito al Bassano, formazione di Lega Pro Prima Divisione; Scaglia chiude la sua prima stagione tra i professionisti con 22 presenze in campionato con la squadra veneta, venendo successivamente ceduto, sempre con la formula del prestito, al Cuneo. Con la squadra piemontese gioca altre 22 partite di Lega Pro Prima Divisione (più una in Coppa Italia ed una in Coppa Italia Lega Pro, competizione in cui il 4 ottobre 2012 segna un gol, nella partita persa per 3-2 contro la Tritium) nella stagione 2012-2013, nel corso delle quali segna anche il suo primo gol in carriera in campionati professionistici (il 4 novembre 2012, nella partita vinta per 2-0 in casa contro il Pavia). Nella prima parte della stagione 2013-2014 rimane al Torino, in Serie A; non viene però mai fatto esordire in partite ufficiali dai granata.
Nel gennaio del 2014 il Torino lo cede in prestito con diritto di riscatto della compartecipazione al Cittadella, in Serie B. Dopo aver giocato 18 partite (nel corso delle quali segna anche il suo primo gol in carriera in Serie B), i veneti riscattano la metà del suo cartellino e lo riconfermano nella loro rosa per la stagione 2014-2015, giocata ancora in Serie B non riuscendo ad evitare la retrocessione del club e piazzandosi all'ultimo posto nella Top 15 dei difensori di Serie B secondo una classifica stilata dalla Lega Serie B.
Il 25 giugno 2015 viene riscattato interamente dal Cittadella. Nella stagione 2015-2016 il Cittadella viene promosso in Serie B. Torna al gol al 15º turno siglando la rete del pareggio contro il Verona, match che sarà poi vinto dal Cittadella per 5-1.
Nel gennaio del 2019 viene acquistato dal Monza, club di Serie C, con cui nella stagione 2019-2020 ottiene una promozione in Serie B.
Il 13 luglio 2021 viene ceduto al Como. Conclude la sua esperienza con i lariani con 52 presenze tra Serie B e Coppa Italia.
Dopo nemmeno una presenza nella nuova stagione, l'8 gennaio 2024 approda al Südtirol, dove firma un contratto fino al 2025.
L'11 luglio 2024 viene acquistato dalla Juventus Next Gen.

## Statistiche

### Presenze e reti nei club
Statistiche aggiornate al 17 agosto 2025.
| Stagione                 | Squadra                  | Campionato               | Campionato | Campionato | Coppe nazionali | Coppe nazionali | Coppe nazionali | Coppe continentali | Coppe continentali | Coppe continentali | Altre coppe | Altre coppe | Altre coppe | Totale | Totale |
| Stagione                 | Squadra                  | Comp                     | Pres       | Reti       | Comp            | Pres            | Reti            | Comp               | Pres               | Reti               | Comp        | Pres        | Reti        | Pres   | Reti   |
| ------------------------ | ------------------------ | ------------------------ | ---------- | ---------- | --------------- | --------------- | --------------- | ------------------ | ------------------ | ------------------ | ----------- | ----------- | ----------- | ------ | ------ |
| 2011-2012                | Bassano Virtus           | 1D                       | 22         | 0          | CI-LP           | 3               | 0               | -                  | -                  | -                  | -           | -           | -           | 25     | 0      |
| 2012-2013                | Cuneo                    | 1D                       | 22         | 1          | CI+CI-LP        | 1+1             | 0+1             | -                  | -                  | -                  | -           | -           | -           | 24     | 2      |
| 2013-gen. 2014           | Torino                   | A                        | 0          | 0          | CI              | 0               | 0               | -                  | -                  | -                  | -           | -           | -           | 0      | 0      |
| gen.-giu. 2014           | Cittadella               | B                        | 18         | 1          | CI              | 0               | 0               | -                  | -                  | -                  | -           | -           | -           | 18     | 1      |
| 2014-2015                | Cittadella               | B                        | 32         | 1          | CI              | 1               | 0               | -                  | -                  | -                  | -           | -           | -           | 33     | 1      |
| 2015-2016                | Cittadella               | LP                       | 29         | 0          | CI+CI-LP        | 0+1             | 0               | -                  | -                  | -                  | SLP         | 1           | 0           | 31     | 0      |
| 2016-2017                | Cittadella               | B                        | 34         | 2          | CI              | 0               | 0               | -                  | -                  | -                  | -           | -           | -           | 34     | 2      |
| 2017-2018                | Cittadella               | B                        | 24         | 0          | CI              | 0               | 0               | -                  | -                  | -                  | -           | -           | -           | 24     | 0      |
| 2018-gen. 2019           | Cittadella               | B                        | -          | -          | CI              | -               | -               | -                  | -                  | -                  | -           | -           | -           | -      | -      |
| Totale Cittadella        | Totale Cittadella        | Totale Cittadella        | 137        | 4          |                 | 2               | 0               |                    | -                  | -                  |             | 1           | 0           | 140    | 4      |
| gen.-giu. 2019           | Monza                    | C                        | 15+4       | 0          | CI+CI-C         | 0+5             | 0               | -                  | -                  | -                  | -           | -           | -           | 24     | 0      |
| 2019-2020                | Monza                    | C                        | 23         | 2          | CI+CI-C         | 3+1             | 0               | -                  | -                  | -                  | -           | -           | -           | 27     | 2      |
| 2020-2021                | Monza                    | B                        | 9+1        | 1+0        | CI              | 2               | 0               | -                  | -                  | -                  | -           | -           | -           | 12     | 1      |
| Totale Monza             | Totale Monza             | Totale Monza             | 47+5       | 3          |                 | 11              | 1               |                    | -                  | -                  |             | -           | -           | 63     | 4      |
| 2021-2022                | Como                     | B                        | 25         | 0          | CI              | 0               | 0               | -                  | -                  | -                  | -           | -           | -           | 25     | 0      |
| 2022-2023                | Como                     | B                        | 26         | 0          | CI              | 1               | 0               | -                  | -                  | -                  | -           | -           | -           | 27     | 0      |
| 2023-gen. 2024           | Como                     | B                        | 0          | 0          | CI              | 0               | 0               | -                  | -                  | -                  | -           | -           | -           | 0      | 0      |
| Totale Como              | Totale Como              | Totale Como              | 51         | 0          |                 | 1               | 0               |                    | -                  | -                  |             | -           | -           | 52     | 0      |
| gen.-giu. 2024           | Südtirol                 | B                        | 15         | 0          | CI              | 0               | 0               | -                  | -                  | -                  | -           | -           | -           | 15     | 0      |
| 2024-2025                | Juventus Next Gen        | C                        | 27+2       | 0          | CI-C            | 1               | 0               | -                  | -                  | -                  | -           | -           | -           | 30     | 0      |
| 2025-2026                | Juventus Next Gen        | C                        | 0          | 0          | CI-C            | 1               | 0               | -                  | -                  | -                  | -           | -           | -           | 1      | 0      |
| Totale Juventus Next Gen | Totale Juventus Next Gen | Totale Juventus Next Gen | 27+2       | 0          |                 | 2               | 0               |                    | -                  | -                  |             | -           | -           | 31     | 0      |
| Totale carriera          | Totale carriera          | Totale carriera          | 328        | 8          |                 | 21              | 1               |                    | -                  | -                  |             | 1           | 0           | 350    | 9      |

## Palmarès

### Club

#### Competizioni nazionali
- Lega Pro: 1

Cittadella: 2015-2016
- Serie C: 1

Monza: 2019-2020 (girone A)